# 2025년 FISU 하계 세계 대학 경기 대회
2025년 FISU 하계 세계 대학 경기 대회(영어: 2025 FISU Summer World University Games, 독일어: Welt-Universitätsspiele 2025)는 XXXII 하계 세계 대학 경기 대회(영어: XXXII Summer World University Games), 2025년 하계 유니버시아드라는 명칭으로도 알려져 있는 FISU 하계 세계 대학 경기 대회로 2025년 7월에 독일의 라인-루르에서 진행되었다. 

## 참가국
2025년 FISU 하계 세계 대학 경기 대회에 참가한 국가는 다음과 같다. 괄호 한의 숫자는 참가 선수들의 숫자이다.

## 경기 종목
| - 농구 - 다이빙 - 배구 - 배드민턴 - 복싱 - 사격 | - 수구 - 수영 - 양궁 - 우슈 - 유도 - 육상 | - 조정 - 탁구 - 태권도 - 테니스 - 펜싱 |

## 경기장
- 보훔
- 뒤셀도르프: 메르쿠어 슈필 아레나
- 뒤스부르크
- 뮐하임안데어루르

### 방송
- 미국 - NBC
- 중화인민공화국 - CCTV
- 일본 - NHK, TBS
- 대한민국 - KBS1, KBS2, MBC, SBS